# Druhý železniční koridor

Mapa druhého železničního koridoru

II. tranzitní železniční koridor je název pro hlavní dálkový železniční tah mezi Břeclaví a Petrovicemi u Karviné. Koridor prochází po následujících tratích Správy železnic:
- (Hohenau ÖBB –) Břeclav – Přerov (v jízdním řádu pro cestující trať 330)
- Přerov – Ostrava – Bohumín (trať 271)
- Bohumín – Petrovice u Karviné (– Zebrzydowice PLK) (část tratě 320)

II. železniční koridor představuje kromě významného vnitrostátního spojení také tranzitní spojení mezi Vídní popř. Bratislavou a Varšavou. V tomto smyslu jde o část 6. panevropského koridoru. Celková délka koridorové tratě je 213 km.

## Historie
Tato trať byla původně páteřní tratí Severní dráhy císaře Ferdinanda.
Mezi Břeclaví a Přerovem se začalo pravidelně jezdit v roce 1841, trať mezi Přerovem a Lipníkem nad Bečvou byla uvedena do provozu o rok později. Poté byla stavba pozastavena a zahájení provozu z Lipníka do Bohumína se posunulo až do roku 1847. Od roku 1851 se začalo se zdvoukolejňováním v úseku Přerov – Lipník nad Bečvou. Zdvoukolejnění celé tratě bylo dokončeno do roku 1906.
2. železniční koridor se začal stavět v září 1997 modernizací úseku Hodonín – Moravský Písek.

## Současnost

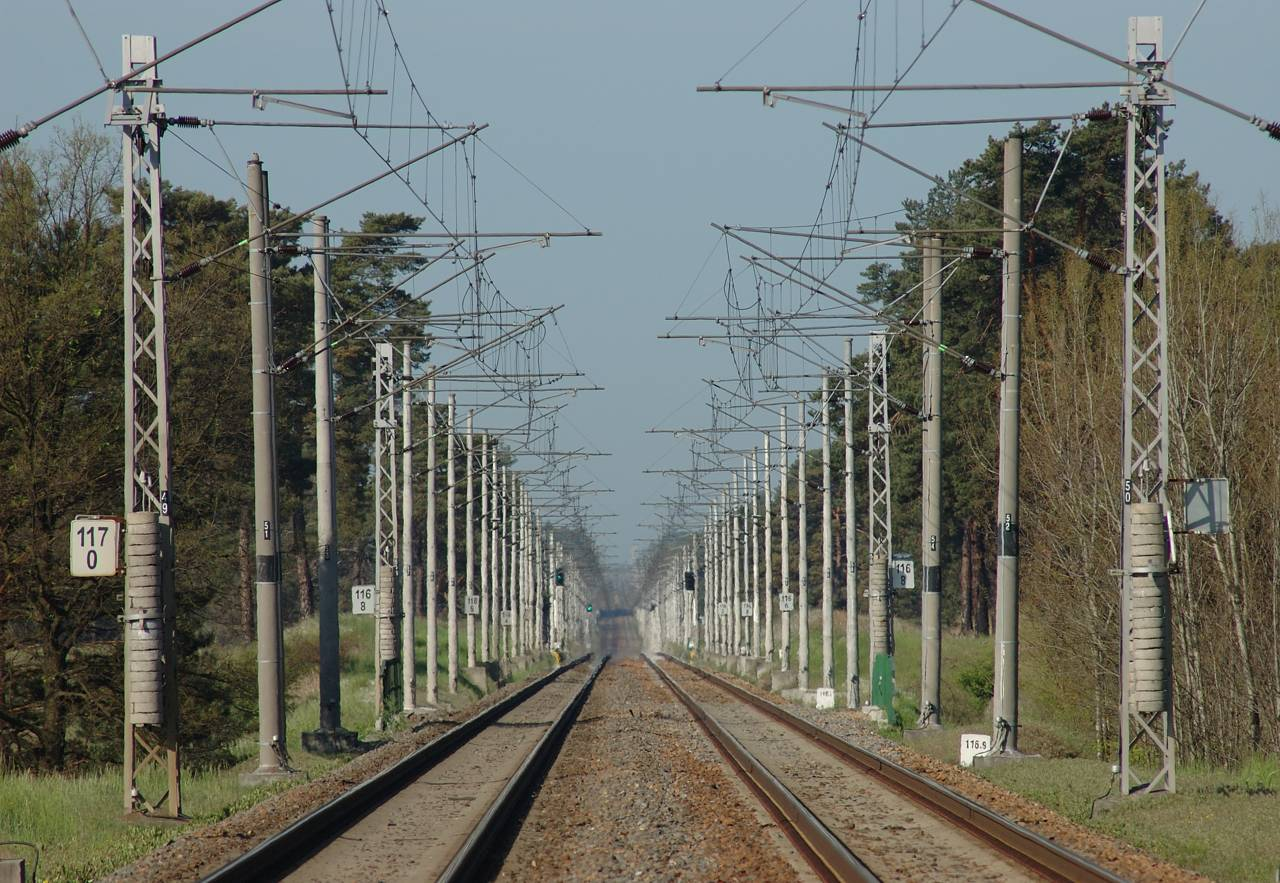
Druhý železniční koridor v úseku Bzenec přívoz – Rohatec, kde prochází národní přírodní památkou Váté písky

V červnu 2004 byl 2. železniční koridor stavebně po 7 letech dokončen.[zdroj?] K úplnému dokončení zbývá ještě přestavět velké železniční uzly  Přerov (už jen 2. etapa, severní část nádraží) a Ostrava.

### Úseky koridoru postavené na rychlost 160km/h

#### Pro běžné soupravy
- Hrušky – Napajedla mimo oblouk za stanicí Moravská Nová Ves (150 km/h) 64 km
- Otrokovice – Přerov 27 km
- Jeseník nad Odrou – Studénka mimo průjezd stanicí Suchdol nad Odrou 13 km
- Jistebník – Ostrava-Svinov 9 km

#### Pro vlaky snaklápěcími soupravami
- Hrušky – Napajedla mimo oblouk za stanicí Moravská Nová Ves (150 km/h) 64 km
- Otrokovice – Přerov 27 km
- Prosenice 1 km
- Lipník nad Bečvou – Jezernice 5 km
- Jeseník nad Odrou – Ostrava-Svinov mimo průjezd stanicí Studénka 32 km

### Úseky svelmi sníženými rychlostmi
- průjezd Ostravou 80 km/h (most přes Odru 60 km/h)

### Přehled úseků
| úsek                                         | délka   | zahájení výstavby | uvedení do provozu |
| -------------------------------------------- | ------- | ----------------- | ------------------ |
| Břeclav st.hr. - Břeclav (mimo)              | 18,5 km | 1997              | 1998               |
| uzel Břeclav                                 | 4 km    | 2007              | 2014               |
| Břeclav (mimo) – Hodonín (včetně)            | 18,5 km | 1999              | 2000               |
| Hodonín (mimo) – Moravský Písek (včetně)     | 20,4 km | 1997              | 1999               |
| Moravský Písek (mimo) – Huštěnovice (včetně) | 18,5 km | 1999              | 2001               |
| Huštěnovice (mimo) – Otrokovice (včetně)     | 11,9 km | 1999              | 2001               |
| Otrokovice (mimo) – Přerov (mimo)            | 24,1 km | 2000              | 2002               |
| Uzel Přerov; 1. stavba                       | 4,5 km  | 2009              | 2014               |
| Uzel Přerov; 2. stavba                       | 4,5 km  | 2019              | 2022               |
| Uzel Přerov; 3. stavba                       | 4,5 km  | plánováno 2027    | plánováno 2029     |
| Přerov (mimo) – Hranice na Moravě (včetně)   | 28,4 km | 1999              | 2002               |
| Hranice na Moravě (mimo) – Studénka (včetně) | 33,5 km | 2001              | 2004               |
| Studénka (mimo) – Ostrava hl.n. (mimo)       | 17,1 km | 2001              | 2003               |
| Ostrava hl.n. (část)                         | 4,5 km  | plánováno 2028    | plánováno 2034     |
| Ostrava hl.n. (část) – Ostrava-Hrušov        | 1,5 km  | 2001              | 2003               |
| Ostrava-Hrušov – Bohumín-Vrbice (mimo)       | 2,6 km  | 2008              | 2009               |
| Bohumín-Vrbice (včetně) – Bohumín (mimo)     | 2,6 km  | 2001              | 2002               |
| uzel Bohumín                                 | 2,9 km  | 2003              | 2005               |
| Bohumín (mimo) – Petrovice u Karviné st.hr.  | 15,5 km | 2001              | 2002               |